# WWE No Mercy
No Mercy (Sin Misericordia en español) es  un evento de pago por visión anual de lucha libre profesional producido por la WWE. El primer No Mercy se realizó el 16 de mayo de 1999 en Mánchester, Inglaterra. No Mercy se ha realizado en octubre cada año, y desde el 2003 al 2006 fue exclusivo de la marca SmackDown. El evento fue abandonado en 2009 y fue reemplazado por el evento Hell in a Cell. Sin embargo, el evento volvió el 2016 a la cartelera de la WWE tras la división de marcas siendo exclusivo para la marca SmackDown. En 2017, el evento comenzó a ser exclusivo para la marca Raw. En 2023, WWE realizará el evento para NXT.

## Ediciones

### 1999 (Reino Unido)
No Mercy 1999 (UK) tuvo lugar el 16 de mayo de 1999 desde el Manchester Evening News Arena en Mánchester y fue exclusivo para el Reino Unido.
- Tiger Ali Singh derrotó a Gillberg (1:05)
  - Singh cubrió a Gillberg después de una "Cutter".
- Ministry of Darkness (Viscera, Faarooq & Bradshaw) derrotaron a The Brood (Gangrel, Edge & Christian) (13:49)
  - Bradshaw cubrió a Gangrel después de un "Clothesline From Hell".
- Steve Blackman derrotó a Droz (7:43)
  - Blackman forzó a Droz a rendirse con un "Inverted Triangle Choke".
- Kane derrotó a Mideon por descalificación (4:34)
  - Mideon fue descalificado después de que varios miembros de Corporate Ministry interfirieran.
- Nicole Bass derrotó a Tori (0:27)
  - Bass cubrió a Tori después de una "Chokeslam".
  - Sable era en principio la contrincante de Tori, pero Bass la sustituyó.
- Shane McMahon derrotó a X-Pac reteniendo el Campeonato Europeo de la WWF (8:26)
  - McMahon cubrió a X-Pac después de un "Pedigree" de Triple H.
  - Pat Patterson y Gerald Brisco pararon a McMahon cuando dejaba pronto el encuentro, pero Chyna salió y los atacó para que no volvieran a interferir.
- Mr. Ass derrotó a Mankind (12:17)
  - Mr. Ass cubrió a Mankind después de un "Fameasser".
- Steve Austin derrotó a The Undertaker y Triple H (con Chyna) en un Anything Goes match reteniendo el Campeonato de la WWF (18:27)
  - Austin cubrió a HHH después de una "Stone Cold Stunner".

### 1999
No Mercy 1999 tuvo lugar el 17 de octubre de 1999 desde el Gund Arena en Cleveland, Ohio.
- The Godfather (c/The Hos) derrotó a Mideon (c/Viscera) (7:30)
  - Godfather cubrió a Mideon después de un "Ho Train" y un "Roll-up".
  - Durante el combate, Viscera intervino a favor de Mideon.
- The Fabulous Moolah (con Mae Young) derrotó a Ivory ganando el Campeonato Femenino de la WWF (2:50)
  - Moolah cubrió a Ivory con un "Roll-up" después de una interferencia de Mae Young.
  - Durante la lucha Young intervino frenando una cuenta y tratando de que Moolah no fuese injuriada y por ello fue atacada por Ivory con dos paradas de tijera, un golpe al mentón y cuando trató de que Ivory no golpeara a Moolah con el título ella fue la que fue atacada con el cinturón.
- The Hollys (Hardcore & Crash) derrotaron a The New Age Outlaws ("Bad Ass" Billy Gunn & Road Dogg) por descalificación (10:32)
  - NAO fueron descalificados cuando Gunn aplicó un "Fameasser" sobre una silla a Crash.
  - Después de la lucha, Dogg le aplicó un "Pumphandle Slam" a Hardcore.
- Chyna derrotó a Jeff Jarrett (con Miss Kitty) en un Good Housekeeping Match ganando el Campeonato Intercontinental de la WWF (8:25)
  - Chyna cubrió a Jarrett después de golpearlo con una guitarra cuando esté trato de aplicarle un "Figure Four Leglock" al árbitro Theodore Long.
  - Originalmente, Jeff Jarrett ganó la lucha, pero Long revocó esa decisión debido a que golpeó a Chyna con el campeonato y ese objeto era ilegal en la lucha.
  - Durante la lucha Kitty intervino a favor de Jarrett haciendo una mezcla de repostería para tirarla encima de Chyna pero fue detenida y posteriormente atacada por Chyna.
  - Este fue el último combate de Jarrett en la empresa hasta Royal Rumble 2019.
- The Rock derrotó a The British Bulldog (17:21)
  - Rock cubrió a Bulldog después de un "People's Elbow".
  - Después de la lucha, Triple H golpeó a The Rock con un mazo.
- The New Brood (Matt & Jeff Hardy) derrotaron a Edge & Christian en un Ladder Match (27:13)
  - Jeff descolgó el dinero, ganando el combate.
  - El equipo que descolgara el maletín, ganaría $100,000 y los servicios de mánager de Terri Runnels.
- Val Venis derrotó a Mankind (8:23)
  - Mankind realizó un "Mandible Claw" a Venis mientras este le aplicaba un "Testicular Claw"; esto provocó que ambos cayeran a la lona, cayendo Venis encima de Mankind y cubriéndole inconscientemente.
  - Después de la lucha, Mankind atacó a Venis.
- X-Pac derrotó a Bradshaw, Kane y Faarooq en un Four Corners Elimination match (15:54)
  - Kane cubrió a Bradshaw después de una "Chokeslam" (4:25)
  - X-Pac cubrió a Kane después de una "Spinning Heel Kick" (10:32)
  - X-Pac cubrió a Faarooq después de un "X-Factor" (15:54)
- Triple H derrotó a Steve Austin en un Anything Goes Match reteniendo el Campeonato de la WWF (21:48)
  - HHH cubrió a Austin después de que The Rock le golpeara accidentalmente con un mazo.
  - Antes de la lucha, Vince McMahon le quitó el mazo a HHH mientras esté hacia su entrada, haciendo que HHH lo atacará.
  - Después de la lucha, Austin atacó a HHH.

### 2000
No Mercy 2000 tuvo lugar el 22 de octubre de 2000 desde el Pepsi Arena en Albany, New York. El tema oficial del evento fue "Ram Rod" por Gamma Rock
- The Dudley Boyz (Bubba Ray & D-Von) ganaron el Dudley Boyz Invitational Table match (12:18).
  - Too Cool (Scotty Too Hotty & Grand Master Sexay) derrotaron a Lo Down (Chaz & D'Lo Brown) cuando Scotty empujó a Chaz desde lo alto de la tercera cuerda del esquinero contra una mesa (3:54).
  - Tazz & Raven eliminaron a Too Cool con un doble suplex contra una mesa (7:12).
  - The Dudley Boyz eliminaron a Tazz & Raven con un "Leg Drop" a Tazz contra una mesa (9:22).
  - The Dudley Boyz eliminaron a Right to Censor (The Goodfather & Bull Buchanan) con un "3D" a The Goodfather contra una mesa (12:18).
  - Originalmente Right to Censor ganó la lucha después de que The Goodfather le diera un silletazo a Bubba y cambiará su cuerpo con el de Buchanan junto a la mesa rota luego de que Bubba lo atravesará con una powerbomb mientras el árbitro estaba inconsciente pero un segundo árbitro intervino y pidió que se reiniciara la lucha.
- The APA (Bradshaw & Faarooq) & Lita lucharon contra T & A (Test & Albert) & Trish Stratus sin resultado.
  - Antes del combate, The APA fueron atacados en backstage por T & A. Lita, que ya estaba en el ring, fue atacada por Trish. T & A después fueron al ring a ayudar a atacar a Lita hasta que The Hardy Boyz fueron a salvarla.
- Chris Jericho derrotó a X-Pac en un Steel Cage match (10:40).
  - Jericho ganó el combate al escapar de la jaula.
- Right to Censor (Val Venis & Steven Richards) derrotaron a Chyna & Mr. Ass (7:10).
  - Vennis cubrió a Chyna después de que Eddie Guerrero la atacará con un tubo de acero escondido en un ramo de flores.
  - En este match Right To Censor ganó el derecho a censurar el nombre Mr. Ass.
- Steve Austin y Rikishi lucharon acabando sin resultado en un No Holds Barred Match (9:21).
  - El combate fue declarado sin resultado después de que Austin intentara atropellar a Rikishi con su camión.
  - Tras esto Steve Austin fue llevado con los agentes de la policía.
- William Regal derrotó a Naked Mideon reteniendo el Campeonato Europeo de la WWF (6:10).
  - Regal cubrió a Mideon después de un "Regal Cutter".
- Los Conquistadores (Uno & Dos) derrotaron a The Hardy Boyz (Matt & Jeff) ganando el Campeonato en Parejas de la WWF (10:52).
  - Dos cubrió a Matt después de un "Unprettier".
- Triple H derrotó a Chris Benoit (18:43).
  - Triple H cubrió a Benoit después de un "Low Blow" y un Pedigree.
- Kurt Angle (con Stephanie McMahon) derrotó a The Rock en un No DQ Match ganando el Campeonato de la WWF (21:01).
  - Angle cubrió a The Rock después de un "Angle Slam".
  - Durante el combate, The Rock aplicó un "Rock Bottom" a Stephanie.
  - Durante el combate, Triple H aplicó un Pedigree a The Rock.
  - Durante el combate, Rikishi interfirió a favor de The Rock, pero le golpeó accidentalmente con un "Savate kick".

### 2001
No Mercy 2001 tuvo lugar el 21 de octubre de 2001 desde el Savvis Center en San Luis, Misuri. El tema oficial del evento fue "Click Click Boom" por Saliva.
- Sunday Night Heat match: The APA (Faarooq & Bradshaw) derrotaron a Chris Kanyon & Hugh Morrus.
  - Bradshaw cubrió a Kanyon.
- Sunday Night Heat match: Billy Kidman derrotó a Scotty 2 Hotty reteniendo el Campeonato Peso Crucero de la WCW.
  - Kidman cubrió a Hotty.
- The Hardy Boyz (Matt & Jeff) (con Lita) derrotaron a Lance Storm & The Hurricane (con Mighty Molly y Ivory) reteniendo el Campeonato Mundial por Parejas de la WCW (7:42).
  - Matt cubrió a The Hurricane después de una "Swanton Bomb" de Jeff.
  - Durante la lucha Ivory y Molly Interfirieron a favor de Storm y Hurricane Respectivamente lo mismo hizo Lita a favor de The Hardy Boyz
- Test derrotó a Kane (10:09).
  - Test cubrió a Kane después de un "Big Boot".
  - Después del combate, Kane le aplicó al árbitro dos "Chokeslam" y un "Powerbomb".
- Torrie Wilson derrotó a Stacy Keibler en un Lingerie Match (3:08).
  - Torrie cubrió a Stacy después de un "Handspring Elbow".
- Edge derrotó a Christian en un Ladder Match ganando el Campeonato Intercontinental de la WWF (22:16).
  - Edge descolgó el cinturón ganando el combate.
- The Dudley Boyz (Bubba Ray & D-Von) derrotaron a The Big Show & Tajiri reteniendo el Campeonato por Parejas de la WWF (9:19).
  - D-Von cubrió a Tajiri después de un "3D".
  - Durante la lucha, Rhyno atacó a Big Show con un "Gore".
- The Undertaker derrotó a Booker T (12:12).
  - Undertaker cubrió a Booker después de un "Last Ride".
- Chris Jericho derrotó a The Rock ganando el Campeonato de la WCW (23:44).
  - Jericho cubrió a Rock después de un "Breakdown" sobre una silla.
  - Durante el combate, Stephanie McMahon interfirió a favor de Jericho, pero The Rock la atacó con un "Rock Bottom".
- Steve Austin derrotó a Kurt Angle y Rob Van Dam reteniendo el Campeonato de la WWF. (15:17)
  - Austin cubrió a Van Dam después de una "Stone Cold Stunner".
  - Durante el combate, Vince y Shane McMahon interfirieron.

### 2002
No Mercy 2002 tuvo lugar el 20 de octubre de 2002 desde el Alltel Arena en North Little Rock, Arkansas el tema Oficial del evento fue "No Mercy" por Jim Johnston.
- Sunday Night Heat match: The Hurricane derrotó a Steven Richards.
  - Hurricane cubrió a Richards.
- Chris Jericho & Christian derrotaron a Booker T & Goldust reteniendo el Campeonato Mundial en Parejas de la WWE (8:46).
  - Jericho cubrió a Goldust después de un bulldog sobre el campeonato y un "Moonsault".
- Torrie Wilson derrotó a Dawn Marie (4:40).
  - Torrie cubrió a Dawn después de un "Swinging Neckbreaker".
- Rob Van Dam derrotó a Ric Flair (7:59).
  - RVD cubrió a Flair después de un "Five-Star Frog Splash".
- Jamie Noble (con Nidia) derrotó a Tajiri reteniendo el Campeonato Peso Crucero de la WWE (8:15).
  - Noble cubrió a Tajiri después de que Nidia interfiriera.
  - Después de la lucha Noble y Nidia se besaron pero Tajiri atacó a Noble.
- El Campeón Mundial Peso Pesado Triple H derrotó al Campeón Intercontinental de la WWE Kane en un Title Unification Match (16:16).
  - HHH cubrió a Kane después de un "Pedigree".
  - Durante el combate, Ric Flair y The Hurricane interfirieron, pero Flair recibió un Chokeslam de Kane y Hurricane un "Pedigree" de Triple H.
  - Como resultado, el Campeonato Intercontinental de la WWE quedó inactivo Hasta Judgment Day 2003.
- Kurt Angle & Chris Benoit derrotaron a Rey Mysterio & Edge convirtiéndose en los primeros Campeones en Parejas de la WWE (22:03).
  - Angle forzó a Edge a rendirse con un "Angle Lock".
  - Este combate fue la final de un torneo por el inaugural título en Parejas.
- Trish Stratus derrotó a Victoria reteniendo el Campeonato Femenino de la WWE (5:31).
  - Stratus cubrió a Victoria con un "Roll-Up".
  - Después del combate, Victoria le aplicó una "Superkick" a Stratus.
- Brock Lesnar (con Paul Heyman) derrotó a The Undertaker en un Hell in a Cell Match reteniendo el Campeonato de la WWE (27:18).
  - Lesnar cubrió a Undertaker después de un "F-5".
  - Durante la lucha Heyman intervino a favor de Lesnar.

### 2003
No Mercy 2003 tuvo lugar el 19 de octubre de 2003 desde el 1st Mariner Arena en Baltimore, Maryland. Los Temas Oficiales del Evento Fueron "Today Is The Day" de la Banda Dope y "Last Man Out" del rapero Victor Reid.
- Sunday Night Heat match: Billy Kidman derrotó a Shannon Moore (5:12).
  - Kidman cubrió a Moore después de un "Top Rope BK Bomb".
- Tajiri derrotó a Rey Mysterio reteniendo el Campeonato Peso Crucero de la WWE (11:51).
  - Tajiri cubrió a Mysterio después de una "Buzzsaw Kick".
  - Akio y Sakoda hicieron su debut distrayendo a Mysterio.
- Chris Benoit derrotó a A-Train (12:33).
  - Benoit forzó a A-Train a rendirse con un "Sharpshooter".
- Zach Gowen derrotó a Matt Hardy (5:28).
  - Gowen cubrió a Hardy después de un "Unisault".
- The Basham Brothers (Doug & Danny) (con Shaniqua) derrotaron a The APA (Faarooq & Bradshaw) (8:54).
  - Doug cubrió a Bradshaw después de que Shaniqua le golpeara con una tubería de plomo.
- Vince McMahon (con Sable) derrotó a Stephanie McMahon (con Linda McMahon) en un "I Quit" Match (9:24).
  - Vince ganó a Stephanie cuando Linda tiró la toalla después de que Vince empezara a golpear a Stephanie con una tubería de plomo.
  - De acuerdo con las estipulaciones del combate, Stephanie perdió su trabajo como Gerente General de SmackDown.
  - Si Vince perdía, perdería la propiedad de la WWE.
  - Stephanie también podía ganar por cuenta de 3.
  - Durante la lucha Sable intervino a favor de Vince y cuando Linda la quiso atacar Vince se interpuso Linda atacó a Sable, y después abofeteó a Vince eso le dio tiempo a Stephanie de aplicar un “low blow”.
  - Durante la lucha Stephanie atacó a Vince con un tubo de hierro.
  - Durante la lucha Vince atacó a Sable sin intención alguna.
  - Después de la lucha Vince atacó a Linda y posteriormente a eso beso a Sable en la boca, posterior a eso Linda y un árbitro ayudaron a Stephanie a salir de él ring.
- Kurt Angle derrotó a John Cena (18:25).
  - Angle forzó a Cena a rendirse con un "Angle Lock".
- The Big Show derrotó a Eddie Guerrero ganando el Campeonato de Estados Unidos de la WWE (11:25).
  - Big Show cubrió a Guerrero después de un "Chokeslam".
- Brock Lesnar derrotó a The Undertaker en un Biker Chain Match reteniendo el Campeonato de la WWE (24:17).
  - Lesnar cubrió a Undertaker después de golpearlo con la cadena de bicicleta.
  - The F.B.I. y Vince McMahon interfirieron en este combate a favor de Lesnar.

### 2004
No Mercy 2004 tuvo lugar el 3 de octubre de 2004 desde el Continental Airlines Arena en Rutherford del Este, Nueva Jersey el Tema del Evento fue "Business can be Brutal... " El Tema Oficial del Evento fue "No Mercy" Por el Compositor Jim Johnston.
- Sunday Night Heat match: Mark Jindrak derrotó a Scoty 2 Hotty (2:45).
  - Jindrak cubrió a Hotty después de un "Left Hook Knock-Out Punch".
- Eddie Guerrero derrotó a Luther Reigns (con Mark Jindrak) (13:21).
  - Guerrero cubrió a Reigns después de un golpe con un bastón extensible que le robo a un staff de seguridad y un "Frog Splash".
  - Durante la lucha, Jindrak intervino a favor de Reigns.
- Spike Dudley (con Bubba Ray Dudley y D-Von Dudley) derrotó a Nunzio (con Johnny Stamboli) reteniendo el Campeonato Peso Crucero de la WWE (8:48).
  - Spike cubrió a Nunzio después de que Bubba Ray le golpeara en la entrepierna con la esquina del ring.
  - Durante la lucha, The Dudley Boyz interfirieron a favor de Spike mientras Stamboli interfirio a favor de Nunzio.
- Billy Kidman derrotó a Paul London (10:36).
  - Kidman cubrió a London después de un "Shooting Star Press".
  - Después de la lucha, Kidman apilcó a London otro "Shooting Star Press".
- Kenzo Suzuki & René Duprée (con Hiroko Suzuki) derrotaron a Rey Mysterio & Rob Van Dam reteniendo el Campeonato por Parejas de la WWE (9:13).
  - Suzuki cubrió a Mysterio después de que Duprée le atacara cuando intentaba un "Droppin' Da Dime".
  - Kenzo tocó la cuerda mientras hacia el conteo pero el árbitro no lo vio.
- The Big Show derrotó a Kurt Angle (13:10).
  - Big Show cubrió a Angle después de un "Chokeslam" desde la tercera cuerda.
  - Big Show ganó primero por cuenta fuera, pero el General Mánager de SmackDown Theodore Long le ordenó a Angle que siguiera el combate.
  - Cualquiera que interfiriera en este combate habría sido despedido.
- John Cena derrotó a Booker T en un Best of Five Series (5) y ganó el Campeonato de los Estados Unidos (10:20).
  - Cena cubrió a Booker después de un "FU".
  - Como consecuencia, Cena consiguió ganar la tercera lucha de cinco [3 - 2].[1]
- Charlie Haas, Rico & Miss Jackie derrotaron a The Dudley Boyz (Bubba Ray & D-Von) & Dawn Marie (8:45).
  - Rico cubrió a D-Von después de un "Moonsault".
  - Durante la lucha, Rico beso a Bubba Ray y este último abandono la lucha debido a eso pero volvió poco después.
  - Después de la lucha, Jackie y Marie siguieron atacandose mutuamente fuera del ring hasta que Haas separó a Jackie de Marie.
- John "Bradshaw" Layfield derrotó a The Undertaker en un Last Ride Match reteniendo el Campeonato de la WWE (20:35).
  - JBL ganó el combate después de que Heidenreich y él lo metieran en el coche fúnebre después de un "Clothesline From Hell".
  - Durante la lucha, Heidenreich intervino a favor de JBL.
  - Después de la lucha, el conductor del coche fúnebre, quien resultó ser Paul Heyman, le ordenó a Heidenreich a conducir un coche para impactar con el coche fúnebre en qué se encontraba Undertaker, tras chocar ambos abandonaron la arena.

### 2005
No Mercy 2005 tuvo lugar el 9 de octubre de 2005 desde el Toyota Center en Houston, Texas. Los temas oficiales del evento fueron "No Mercy" de Jim Johnston y "Save Me " de Shinedown. 
- Sunday Night Heat match: William Regal & Paul Burchill derrotaron a Paul London & Brian Kendrick. (03:58)
  - Regal forzó a London a rendirse con un "Regal Stretch".
- The Legion of Doom (Road Warrior Animal & Heidenreich) & Christy Hemme derrotaron a MNM (Joey Mercury, Johnny Nitro & Melina). (06:28)
  - Hemme cubrió a Melina después de un Doomsday Device.
- Bobby Lashley derrotó a Simon Dean. (02:11)
  - Lashley cubrió a Simon después de un "Dominator".
- Chris Benoit derrotó a Booker T (con Sharmell), Christian y Orlando Jordan reteniendo el Campeonato de los Estados Unidos. (14:56)
  - Benoit forzó a Christian a rendirse con un "Sharpshooter".
  - Esta fue la última lucha de Christian en un PPV de WWE hasta 2009.
- Mr. Kennedy derrotó a Hardcore Holly. (08:27)
  - Kennedy cubrió a Holly después de un "Green Bay Plunge".
  - Después del combate Sylvain Grenier atacó a Holly.
- John "Bradshaw" Layfield (con Jillian Hall) derrotó a Rey Mysterio. (11:23)
  - JBL cubrió a Mysterio después de un "Clothesline from Hell".
- Randy Orton & Bob Orton derrotaron a The Undertaker en un Casket Match. (24:15)
  - Orton metío a Undertaker en el ataúd, ganando el combate.
  - Después del combate Randy junto a su padre le prendieron fuego al ataúd.
- Juventud (con Psicosis & Super Crazy) derrotó a Nunzio (con Vito) ganando el Campeonato de Peso Crucero. (06:31)
  - Juventud cubrió a Nunzio después de un "Juvi Driver"
- Batista derrotó a Eddie Guerrero reteniendo el Campeonato Mundial Peso Pesado. (18:41)
  - Batista cubrió a Guerrero después de un Spinebuster.
  - Después de la lucha, Guerrero le dio la mano a Batista en señal de respeto.
  - Después de la lucha, Batista le canto Feliz Cumpleaños a Eddie. Está lucha se realizó el mismo día del cumpleaños de Guerrero.
  - Está fue la última lucha de Guerrero en un Pay-per-view de Lucha libre profesional debido a su fallecimiento.

### 2006
No Mercy 2006 tuvo lugar el 8 de octubre de 2006 desde el RBC Center en Raleigh, North Carolina. El tema oficial del Evento fue "No Mercy" por Jim Johnston
- Dark match: Jimmy Wang Yang derrotó a Sylvan (5:09)
  - Yang cubrió a Sylvan.
- Matt Hardy derrotó al Campeón Peso Crucero Gregory Helms (13:07)
  - Hardy cubrió a Helms después de invertir "Low Blow" en un "Twist of Fate".
  - El Campeonato Crucero de Helms no estaba en juego.
- Paul London & Brian Kendrick (con Ashley Massaro) derrotaron a K.C. James y Idol Stevens (con Michelle McCool) reteniendo el Campeonato por Parejas de la WWE (9:35)
  - Kendrick cubrió a Stevens después de un "London Calling" de London.
  - Durante la lucha, McCool intervino a favor de James y Stevens, mientras Ashley intervino a favor de London y Kendrick.
- Montel Vontavious Porter derrotó a Marty Garner (2:28)
  - MVP cubrió a Garner después de un "Playmaker".
- El Campeón de los Estados Unidos Mr. Kennedy derrotó a The Undertaker por descalificación (20:34)
  - Undertaker fue descalificado por golpear a Kennedy en la cabeza con el Campeonato de los Estados Unidos.
  - Después de la lucha, Undertaker aplicó una "Tombstone Piledriver" a Kennedy y al árbitro.
  - El Campeonato de los Estados Unidos de Kennedy no estaba en juego.
- Rey Mysterio derrotó a Chavo Guerrero (con Vickie Guerrero) en un Falls Count Anywhere match (12:10)
  - Mysterio cubrió a Guerrero después de un "Crossbody" desde la baranda de una escalera.
  - Después de la lucha, Mysterio intento seguir atacando a Chavo pero fue detenido por Vickie.
- Chris Benoit derrotó a William Regal (11:16)
  - Benoit forzó a William Regal a rendirse con la "Crippler Crossface".
  - Está lucha no estaba programada, pero Theodore Long la anuncio tras varios escándalos de Regal durante el evento.
  - Está lucha marcó el regreso de Chris Benoit tras ser lesionado por Mark Henry 5 meses antes.
- King Booker (con Queen Sharmell) derrotó a Bobby Lashley, Batista y Finlay reteniendo el Campeonato Mundial Peso Pesado (16:52)
  - Booker cubrió a Finlay después de un "Batista Bomb" de Batista.
  - Originalmente, King Booker iba a defender su campeonato ante Lashley mientras Batista y Finlay se iban a enfrentar en una lucha no titular pero días antes del evento Theodore Long decidió convertirla en una Fatal-4-Way.

### 2007
No Mercy 2007 tuvo lugar el 7 de octubre de 2007 desde el Allstate Arena en Rosemont, Illinois. El tema oficial del Evento fue "No Mercy" (Remix) por Jim Johnston y Eric & The Hostiles.
- Dark match: Hardcore Holly derrotó a Cody Rhodes.
  - Holly cubrió a Rhodes después de un "Alabama Slam".
- Triple H derrotó a Randy Orton y ganó el Campeonato de la WWE (11:25).
  - Triple H cubrió a Orton con un "Roll-Up".
  - Originalmente, John Cena iba a defender el campeonato ante Orton en un Last Man Standing match, pero debido a una lesión pectoral de Cena el título quedó vacante y la lucha fue cancelada. Por lo tanto, Vince McMahon le otorgó el título a Orton pero Triple H le convenció de defenderlo ante el.
- Mr. Kennedy, Lance Cade & Trevor Murdoch derrotaron a Jeff Hardy, Paul London & Brian Kendrick (8:06).
  - Kennedy cubrió a London después de un "Green Bay Plunge".
- CM Punk derrotó a Big Daddy V (c/Matt Striker) por descalificación reteniendo el Campeonato de la ECW (1:37).
  - Big Daddy V fue descalificado después de que Matt Striker atacara a Punk.
  - Después de la lucha Big Daddy V continuó golpeando a Punk.
- Triple H derrotó a Umaga reteniendo el Campeonato de la WWE (6:33).
  - Triple H cubrió a Umaga después de un "Pedigree".
  - Originalmente el título no estaba en juego pero luego de la coronación de Triple H se determinó que la lucha fuera titular.
- Rey Mysterio y Finlay lucharon hasta acabar sin resultado.(8:27)
  - El árbitro paró la lucha cuando Finlay se golpeó en la cabeza peligrosamente.
  - Después de la lucha, Finlay atacó a Mysterio
- Beth Phoenix derrotó a Candice Michelle ganando el Campeonato Femenino de la WWE (4:32).
  - Beth cubrió a Candice después de un "Fisherman's Suplex".
- Batista derrotó a The Great Khali (con Ranjin Singh) en una Punjabi Prisión Match reteniendo el Campeonato Mundial Peso Pesado (14:35).
  - Batista ganó tras escapar de la estructura.
  - Khali también escapo, al menos unos 2 segundos después que Batista, por lo tanto, Khali no ganó.
- Randy Orton derrotó a Triple H en un Last Man Standing Match ganando el Campeonato de la WWE (20:15)
  - Orton ganó cuando Triple H no pudo levantarse antes del conteo de 10, después de un "RKO" en la mesa de transmisión.
  - Randy Orton hizo efectiva su cláusula de revancha esa misma noche con la estipulación antes mencionada.

### 2008
No Mercy 2008 tuvo lugar el 5 de octubre de 2008 desde el Rose Garden en Portland, Oregón. El tema oficial del evento fue "All Nightmare Long" por Metallica.
- Dark match: Carlito & Primo Colon derrotaron a John Morrison & The Miz
- Matt Hardy derrotó a Mark Henry reteniendo el Campeonato de la ECW (11:52)
  - Matt cubrió a Henry después de un "Twist of Fate".
- Beth Phoenix (con Santino Marella) derrotó a Candice Michelle reteniendo el Campeonato Femenino de la WWE (5:26)
  - Beth cubrió a Candice Michelle después de "Glam Slam".
- Rey Mysterio derrotó a Kane por descalificación (9:55)
  - Kane fue descalificado tras golpear a Mysterio con una silla.
  - Si Mysterio perdía, debía quitarse su máscara.
- Batista derrotó a John "Bradshaw" Layfield, obteniendo una oportunidad por el Campeonato Mundial Peso Pesado (05:32)
  - Batista cubrió a JBL después de un "Batista Bomb".
- The Big Show derrotó a The Undertaker (10:40)
  - El árbitro paró el combate después que Big Show golpeara a Undertaker con el puño en la nuca.
- Triple H derrotó a Jeff Hardy reteniendo el Campeonato de la WWE (17:00)
  - Triple H cubrió a Jeff con un "Roll-Up".
- Chris Jericho derrotó a Shawn Michaels en una Ladder Match, reteniendo el Campeonato Mundial Peso Pesado (22:00)
  - Jericho ganó tras descolgar el campeonato.
  - Durante la lucha Lance Cade intervino ayudando a Chris Jericho

### 2016
No Mercy 2016 tuvo lugar el 9 de octubre del 2016 desde el Golden 1 Center en Sacramento, California, exclusivo de la marca SmackDown Live. El tema oficial del evento fue "No Mercy" por KIT. Esta edición fue la decimosegunda versión del evento, y la primera en realizarse desde 2008.

#### Antecedentes
En SummerSlam, John Cena perdió limpiamente en una lucha frente a AJ Styles y acto seguido, abandonó su banda de "nunca rendirse" en medio del ring, ausentándose por las siguientes semanas de la actividad televisiva. En el evento próximo en Backlash, Styles consiguió ser el contendiente número uno al Campeonato Mundial de la WWE de Dean Ambrose, logrando ganar el título mundial aunque gracias a un golpe bajo. El 13 de septiembre en SmackDown Live, Styles celebró su conquista mundial pero fue interrumpido por Cena, quien insistió en querer volver a convertirse en campeón mundial. Ambrose apareció para exigir su cláusula de revancha aludiendo además al golpe indebido de Styles, pero el gerente general Daniel Bryan pactó una Triple Threat Match para el evento No Mercy entre AJ Styles, Dean Ambrose y John Cena.

#### Resultados
- Kick-Off: American Alpha (Chad Gable & Jason Jordan) & The Hype Bros (Zack Ryder & Mojo Rawley) derrotaron a The Ascension (Konnor & Viktor) & The Vaudevillains (Aiden English & Simon Gotch) (9:10).[8][9]
  - Jordan cubrió a English después de un «Grand Amplitude».
- AJ Styles derrotó a Dean Ambrose y John Cena y retuvo el Campeonato Mundial de la WWE (21:15).[10][11]
  - Styles cubrió a Cena después de golpearlo con una silla.
  - Durante la lucha, Cena y Ambrose forzaron a Styles a rendirse al mismo tiempo con un «STF» y un «Calf Crusher» respectivamente, pero debido a que no se sabía quién lo hizo rendir la lucha siguió.
- Nikki Bella derrotó a Carmella (8:06).[10][12]
  - Nikki cubrió a Carmella después de un «Rack Attack 2.0».
- Heath Slater & Rhyno derrotaron a The Usos (Jey Uso & Jimmy Uso) y retuvieron el Campeonato en Parejas de SmackDown (10:17).[10][13]
  - Rhyno cubrió a Jimmy después de un «Gore».
- Baron Corbin derrotó a Jack Swagger (7:28).[10][14]
  - Corbin cubrió a Swagger después de un piquete a los ojos mientras el árbitro estaba distraído y luego un «End of Days».
- Dolph Ziggler derrotó a The Miz (con Maryse) en un Title vs. Career Match y ganó el  Campeonato Intercontinental (19:42).[10][15]
  - Ziggler cubrió a The Miz después de un «Superkick».
  - Durante la lucha, Maryse & The Spirit Squad interfirieron a favor de The Miz, pero el árbitro los echó del ringside.
  - Si Ziggler perdía, debía retirarse de la lucha libre profesional.
- Naomi derrotó a Alexa Bliss (5:24).[10][16]
  - Naomi cubrió a Bliss después de invertir un «Armbar» en un «Roll-up».
  - Originalmente, Becky Lynch debía defender el Campeonato Femenino de SmackDown ante Bliss, pero fue sustituida por Naomi debido a una lesión.
- Bray Wyatt derrotó a Randy Orton (15:42).[10][17]
  - Wyatt cubrió a Orton después de un «Sister Abigail».
  - Durante la lucha, Luke Harper hizo su regreso distrayendo a Orton.

### 2017
No Mercy 2017 tuvo lugar el 24 de septiembre de 2017 desde el Staples Center en Los Ángeles, California; este fue un evento exclusivo de la marca Raw. El tema oficial del evento fue "No Mercy" por KIT.

#### Antecedentes
En SummerSlam, Brock Lesnar derrotó a Braun Strowman, Roman Reigns y Samoa Joe en un Fatal 4-Way match para retener el Campeonato Universal de la WWE. La celebración de victoria de Lesnar con su mánager Paul Heyman la noche siguiente en Raw fue interrumpida por Strowman, quien atacó a Lesnar y lo dejó tendido en el ring. Más tarde esa noche, una lucha por el Campeonato Universal de la WWE entre los dos fue programada para No Mercy.
En el episodio del 21 de agosto de Raw, John Cena hizo su regreso a la marca Raw debido a su condición de agente libre y llamó a Roman Reigns, quien fue la razón Cena llegó a Raw. Reigns salió a confrontar a Cena, pero fueron interrumpidos por The Miz y Samoa Joe, resultando en una lucha de equipos en pareja, en la que Cena y Reigns derrotaron a Miz y Joe. La semana siguiente, Cena y Reigns tuvieron una firma de contrato para una lucha en No Mercy. Cena firmó inmediatamente el contrato mientras Reigns se mostraba reacio a hacerlo. Después de una acalorada discusión en la que Cena se refirió a Reigns como «el nuevo John Cena», Reigns finalmente firmó el contrato.

#### Resultados
- Kick-Off: Elias derrotó a Apollo Crews (con Titus O'Neil) (8:34).[22][23]
  - Elias cubrió a Crews después de un «Drift Away».
- The Miz (con Curtis Axel & Bo Dallas) derrotó a Jason Jordan y retuvo el Campeonato Intercontinental (10:15).[24][25]
  - The Miz cubrió a Jordan después de un «Skull Crushing Finale».
  - Durante el combate, Axel & Dallas interfirieron a favor de The Miz.
- Finn Bálor derrotó a Bray Wyatt (11:35).[24][26]
  - Bálor cubrió a Wyatt después de un «Coup de Grâce».
  - Antes del combate, Wyatt atacó a Bálor.
- Dean Ambrose & Seth Rollins derrotaron a Cesaro & Sheamus y retuvieron el Campeonato en Parejas de Raw (15:55).[24][27]
  - Ambrose cubrió a Sheamus después de un «Dirty Deeds».
- Alexa Bliss derrotó a Nia Jax, Sasha Banks, Emma y Bayley y retuvo el Campeonato Femenino de Raw (9:40).[24][28]
  - Bliss cubrió a Bayley después de un «Bliss DDT».
- Roman Reigns derrotó a John Cena (22:05).[24][29]
  - Reigns cubrió a Cena después de un «Superman Punch» y un «Spear».
  - Después de la lucha, ambos se abrazaron en señal de respeto.
- Enzo Amore derrotó a Neville y ganó el Campeonato Peso Crucero de la WWE (10:40).[24][30]
  - Amore cubrió a Neville después de un «Low Blow».
- Brock Lesnar (con Paul Heyman) derrotó a Braun Strowman y retuvo el Campeonato Universal de la WWE (9:00).[24][31]
  - Lesnar cubrió a Strowman después de un «F-5».